# 陆祚蕃
陸祚蕃（？—？），原名胤蕃，字武園，浙江嘉興府平湖縣人，清朝官員。

## 生平
陸懷玉之子，康熙十二年（1673年）癸丑科進士，歷任登萊青道、廣西按察使司副使，督學廣西。官至貴州貴東道參政。著有《粵西偶記》。